# Афаліна чорноморська
Афалі́на чорномо́рська (Tursiops truncatus ponticus) — один з 3 підвидів афаліни звичайної («пляшконосого дельфіна»).

## Поширення
Ендемік Чорного моря, найбільше поширений навесні та влітку біля південного узбережжя Криму, взимку відходить на південь.

## Особливості біології
Живе гуртами в кілька десятків особин, іноді збирається у більші зграї. Живиться дрібною придонною і пелагічною (переважно камбала та пікша[уточнити]) рибою, а також крабами і молюсками. За добу може з'їсти до 16 кг риби, пірнаючи за нею на глибину до 90 м. Статевої зрілості досягає у 5—6 років. Розмножується раз на два роки. Парується в лютому—квітні. Вагітність триває 12 місяців. Малята до 4-6 (іноді до 18) місяців живляться лише молоком матері. Живе до 25 років. Довжина тіла сягає 3,10 м, маса — до 200 кг (найбільший з чорноморських дельфінів).
Тривалість життя в умовах неволі, як правило, не перевищує 3—5 років. Утримують афаліну у дельфінаріях для наукових і комерційних цілей. Відомі випадки виживання потомства 1-го покоління.

## Стан популяцій та охорона
Чисельність низька. У територіальних водах України збереглося, ймовірно, не більше 500—1000 особин.
Причинами зміни чисельності є:
- промисел дельфінів (в Україні — до 1966, у Туреччині — до 1983);
- обмежена кормова база;
- забруднення моря;
- випадкове добування (траловий вилов риби);
- російське вторгнення в Україну в 2022 році.

Статус охорони в Україні (за ЧКУ) — III категорія.
Занесено до Конвенції про міжнародну торгівлю видами дикої фауни та флори, що перебувають під загрозою зникнення (1973). Промисел заборонено. Необхідно розробити національну та реґіональну (міжнародну) програми для збереження китоподібних Чорного моря, створити систему моніторинґу популяції, реорганізувати наявні дельфінарії в центри реабілітації афаліни чорноморської.

### Російське вторгнення в Україну в 2022 році
Безпека та чисельність чорноморських дельфінів серйозно постраждали через руйнування внаслідок російського вторгнення в Україну в 2022 році. У прибережних місцях годівлі скинули бомби, а забруднення від розлитої нафти та хімічних речовин різко виросло. Численні повідомлення з Туреччини, Румунії та України повідомляють про тисячі мертвих дельфінів, викинутих на пляжі. Гідролокаційні та ракетні стрільби ВМС Росії також мають згубний ефект. Станом на липень 2022 року, згідно зі спостереженнями чорноморських морських біолоґів та еколоґів, загинули 5000 дельфінів. До жовтня місцеві вчені припускали, що загинули десятки тисяч особин. До листопада, за оцінками українських учених, загинуло 50-100 тис..
За оновленими даними, тільки за квітень 2023 року, у Чорному морі через російських загарбників загинуло понад сотню дельфінів, а афаліни є лідерами у цій сумній статистиці, – про це повідомив начальник наукового відділу Національного природного парку «Тузловські лимани», доктор біологічних наук, професор Іван Русєв.